# مطار جياشينغ
مطار جياشينغ (بالإنجليزية: Jiaxing Airport)‏ و(بالصينية: 嘉兴机场) () مطار عسكري/عام يقع بمدينة Xiuzhou District في الصين. .

## وصلات خارجية
- http://www.flightstats.com/go/Airport/airportDetails.do?airportCode=